# تشامارتين (آبلة)
بلدية تشامارتين (بالإسبانية: Chamartín) هي بلدية تقع في مقاطعة آبلة التابعة لمنطقة قشتالة وليون وسط إسبانيا.

## الديموغرافيا
يبلغ عدد سكان بلدية تشامارتين 92 نسمة عام 2011 (وفقاً للمعهد الوطني للإحصاء الإسباني).
| 121 | 117 | 111 | 100 | 97 | 93 | 92 |